# Bataille de Gaggiano
Guerres entre guelfes et gibelins
Batailles
1150 – 1200
- Vernavola (1154)
- Spolète (1155)
- Tortone (1155)
- Milan (1158)
- Siziano (1159)
- Crema (1159)
- Carcano (1160)
- Milan (1162)
- Prataporci (1167)
- Alexandrie (1174-1175)
- Legnano (1176)

1201 – 1250
- Calcinato (1201)
- Casei Gerola (1213)
- Cortenuova (1237)
- Brescia (1238)
- Faenza (1239)
- Giglio (1241)
- Viterbe (1243)
- Parme (1248)
- Fossalta (1249)
- Cingoli (1250)

1251 – 1300
- Bataille de Montebruno (1255)
- Cassano (1259)
- Montaperti (1260)
- Bénévent (1266)
- Tagliacozzo (1268)
- Colle (1269)
- Roccavione (1275)
- Desio (1277)
- Forlì (1282)
- Pieve al Toppo (1288)
- Campaldino (1289)

1301 – 1350
- Pavie (1302)
- La Lastra (1304)
- Milan (1311)
- Soncino (1312)
- Gaggiano (1313)
- Rho (1313)
- Ponte San Pietro (1313)
- Scrivia (1315)
- Montecatini (1315)
- Pavie (1315)
- Sestri (1318)
- Bardi (1321)
- Mirandola (1321)
- Gorgonzola (1323)
- Vaprio d'Adda (1324)
- Altopascio (1324)
- Zappolino (1325)
- San Felice (1332)
- San Quirico (1341)
- Gamenario (1345)

1351 – 1402
- Mirandola (1355)
- Casorate (1356)
- Solara (1356)
- Alexandrie (1391)
- Casalecchio (1402)

La bataille de Gaggiano fut un affrontement survenu le 24 septembre 1313 entre les forces angevine menée par Tommaso Marzano (it), et les forces gibelines menées par la famille della Torre dans la ville de Gaggiano. Elle s'inscrit dans le cadre de la guerre entre guelfes et gibelins.